# Erannis grisearia
Erannis grisearia är en fjärilsart som beskrevs av Scholz 1947. Erannis grisearia ingår i släktet Erannis och familjen mätare. Inga underarter finns listade i Catalogue of Life.